# Gnago
Gnago este o comună din departamentul Sassandra, regiunea Bas-Sassandra, Coasta de Fildeș.